# Aaron Geramipoor
Aaron Geramipoor (Mánchester, Inglaterra; 11 de septiembre de 1992) es un jugador de baloncesto británico, nacionalizado iraní, que pertenece a la plantilla de los Soles de Mexicali de la Liga Nacional de Baloncesto Profesional de México. Con 2,13 de estatura, juega en el puesto de pívot.

## Trayectoria
Geramipoor nació en Mánchester (Reino Unido), ciudad en la que dio sus primeros pasos en el mundo del baloncesto, hasta que, con 16 años, el destino quiso que su club participara en un torneo en el que también lo hacía la Canarias Basketball Academy. A partir de ese momento, los técnicos de la Canarias Basketball Academy lo siguieron y, posteriormente, le ofrecieron una beca que disfrutaría en la temporada 2009-2010.
En 2014, la torre británica, formada en la Universidad de Seton Hall, inició la temporada en el CBA Gran Canaria de la Adecco Plata, donde registró marcas de 14.1 puntos, 8.5 rebotes y 14.5 de valoración en 14 jornadas, hasta que se sumó al proyecto del club gallego. En el Club Ourense Baloncesto, consigue es ascenso a la Liga ACB, firmando 4.3 puntos, 3.3 rebotes y 4.5 de valoración en los 23 encuentros que disputó que el recién ascendido a la Liga Endesa.
En 2015 el Gran Canaria intentó sumarlo a su plantilla, pero finalmente no convenció al cuerpo de entrenadores por lo que terminó migrando a los Soles de Mexicali de la Liga Nacional de Baloncesto Profesional de México.
[actualizar]
El 18 de marzo de 2022, firma por los Taichung Wagor Suns de la T1 League de Taiwán. Renovando el 9 de septiembre.
En agosto de 2024 firma por los Soles de Mexicali de la Liga Nacional de Baloncesto Profesional de México.

## Selección nacional

### Inglaterra
Geramipoor jugó con la selección de baloncesto de Inglaterra en el Campeonato Europeo de Baloncesto Masculino Sub-16 de 2008 y en el Campeonato Europeo de Baloncesto Masculino Sub-18 de 2010.

### Irán
Siendo descendiente de iraníes, a partir de 2017 el pívot comenzó a jugar para la selección de baloncesto de Irán. Estuvo presente en la Copa Mundial de Baloncesto de 2019 en China y en los Juegos Olímpicos de 2020 donde quedó en decimosegundo lugar.